# Cmentarz św. Aleksandra Newskiego w Tallinnie
Cmentarz św. Aleksandra Newskiego – prawosławny cmentarz w Tallinnie, stanowiący obok nekropolii luterańskiej i wojskowej część składową kompleksu cmentarnego Siselinna. 

## Historia
Cmentarz św. Aleksandra Newskiego został wytyczony w 1775. Zajmuje teren 13,01 ha. Jest najstarszą z trzech części kompleksu cmentarnego Siselinna: po nim w sąsiedztwie utworzono jeszcze cmentarz luterański Vana-Kaarli oraz cmentarz wojskowy. Na terytorium cmentarza znajdowała się cerkiew św. Aleksandra Newskiego. Wzniesiono ją w 1856. W 1944 budynek został całkowicie zniszczony podczas bombardowania miasta. W 2000 w miejscu zniszczonej budowli ustawiono kamienny krzyż. 
W obrębie cmentarza znajduje się ceglana kaplica św. Aleksandra Newskiego.

## Pochowani na cmentarzu
- Igor Siewierianin[5], rosyjski i estoński poeta
- Jaan Poska[6], estoński polityk
- prawosławni biskupi tallińscy: Paweł (Dmitrowski), Izydor (Bogojawleński), Jan (Aleksiejew)[7], Korneliusz (Jakobs)[8]
- Iwan Izylmietjew[9], rosyjski kontradmirał
- Wiera Kryżanowska[10], rosyjska pisarka